# Plutothrix kusigematii
Plutothrix kusigematii is een vliesvleugelig insect uit de familie Pteromalidae. De wetenschappelijke naam is voor het eerst geldig gepubliceerd in 2004 door Kamijo.